# Dębostrów (przystanek kolejowy)
Dębostrów (do 1945 niem. Damuster, 1945–1947 Dębsko) – nieczynny kolejowy przystanek osobowy położony we wsi Dębostrów (powiat policki, województwo zachodniopomorskie). Znajduje się ok. 100 m od drogi wojewódzkiej nr 114.

## Historia
Przystanek uruchomiono 15 marca 1910 r. wraz z zakończeniem budowy odcinka linii kolejowej nr 406 od stacji Jasenitz (Jasienica) do stacji Ziegenort (Trzebież Szczeciński). Przystanek funkcjonował do czasu zawieszenia przewozów pasażerskich na linii 30 września 2002 r.

## Infrastruktura

### Dworzec kolejowy
Budynek dworca jest obiektem czteroosiowym, jednopiętrowym, przykrytym czterospadowym dachem z dachówki ceramicznej. Do 1980 r. mieścił kasę biletową.

### Linie kolejowe
Przystanek znajduje się przy jednotorowym odcinku linii nr 406 Szczecin Główny – Trzebież Szczeciński. Po prawej stronie toru zlokalizowany jest jeden jednokrawędziowy peron. 